# Listă de compozitori de muzică cultă: Y

## Ye
- Yitzhak Yedid (n. 1971)

## Yo
- Takashi Yoshimatsu (* 1953)
- La Monte Young (* 1935)

## Ys
- Eugène Ysaye (1858 - 1931)

## Yu
- Isang Yun (1917 - 1995)